# Division 1 (Sverige)
Division 1 er den tredjebedste fodboldrække i Sverige. Ligaen består af 28 hold. Division 1 havde status som den andenbedste række fra 1987 til 1999, men blev erstattet af Superettan fra 2000. I 2006 vendte Division 1 tilbage, nu som den tredjebedste række i Sverige.
Ligaen er delt op i to, en nordlig og sydlig liga, med 14 hold i hver. Den starter i april og slutter i oktober. Hvert hold spiller hjemme og ude mod hvert hold en gang per sæson, hvilket giver 26 kampe til hvert hold pr. sæson.

## Nuværende sæson (2016)

### Nord
| Hold              | Sted       | Stadion        | Stadion kapcitet1 |
| ----------------- | ---------- | -------------- | ----------------- |
| Akropolis IF      | Stockholm  | Akalla BP      | 2.000             |
| IK Brage          | Borlänge   | Domnarvsvallen | 6.500             |
| IF Brommapojkarna | Stockholm  | Grimsta IP     | 8.000             |
| Carlstad United   | Karlstad   | Tingvalla IP   | 10.000            |
| Enskede IK        | Stockholm  | Enskede IP     | 1.000             |
| BK Forward        | Örebro     | Trängens IP    | 4.700             |
| IFK Luleå         | Luleå      | Skogsvallen    | 7.000             |
| Nyköpings BIS     | Nyköping   | Rosvalla IP    | 1.000             |
| Piteå IF          | Piteå      | LF Arena       | 6.000             |
| IK Sleipner       | Norrköping | Nya Parken     | 16.800            |
| Team TG FF        | Umeå       | Tegstunets IP  | 1.000             |
| Umeå FC           | Umeå       | T3 Arena       | 10.000            |
| Vasalunds IF      | Solna      | Skytteholms IP | 3.000             |
| Västerås SK       | Västerås   | Swedbank Park  | 7.000             |

### Syd
| Hold              | Sted         | Stadion          | Stadion kapcitet1 |
| ----------------- | ------------ | ---------------- | ----------------- |
| FC Höllviken      | Höllviken    | Höllvikens IP    | 1.900             |
| FC Trollhättan    | Trollhättan  | Edsborgs IP      | 5.100             |
| Husqvarna FF      | Huskvarna    | Vapenvallen      | 4.000             |
| IK Oddevold       | Uddevalla    | Rimnersvallen    | 10.600            |
| Kristianstad FC   | Kristianstad | Kristianstads IP | 6.000             |
| KSF Prespa Birlik | Malmö        | Malmö Stadion    | 26.500            |
| Landskrona BoIS   | Landskrona   | Landskrona IP    | 12.000            |
| Mjällby AIF       | Hällevik     | Strandvallen     | 6.750             |
| Norrby IF         | Borås        | Borås Arena      | 17.800            |
| Oskarshamns AIK   | Oskarshamn   | Arena Oskarshamn | 2.000             |
| Qviding FIF       | Göteborg     | Valhalla IP      | 4.000             |
| Tvååkers IF       | Tvååker      | Övrevi IP        | 1.000             |
| Utsiktens BK      | Göteborg     | Ruddalens IP     | 5.000             |
| Östers IF         | Växjö        | Myresjöhus Arena | 12.000            |

- 1 Korrekt ved enden af sæsonen 2016

## Statistik

### Topscorere nord
| Sæson | Spiller             | Hold                      | Mål |
| ----- | ------------------- | ------------------------- | --- |
| 2008  | Kennedy Igboananike | Vasalunds IF              | 18  |
| 2009  | Johan Eklund        | IK Brage                  | 21  |
| 2010  | Danny Persson       | Umeå FC                   | 17  |
| 2011  | Robert Mambo Mumba  | Dalkurd FF                | 16  |
| 2012  | Emir Smajic         | Östersunds FK Västerås SK | 17  |
| 2013  | Stellan Carlsson    | BK Forward                | 18  |
| 2013  | Moses Ogbu          | IK Sirius                 | 18  |

### Topscorere syd
| Sæson | Spiller          | Hold               | Mål |
| ----- | ---------------- | ------------------ | --- |
| 2007  | Freddy Söderberg | IFK Värnamo        | 23  |
| 2008  | Niklas Moberg    | Carlstad United BK | 21  |
| 2009  | Jörgen Nilsson   | Kristianstads FF   | 17  |
| 2010  | Ken Hansson      | FC Rosengård       | 23  |
| 2011  | Allan Borgvardt  | IF Sylvia          | 19  |
| 2012  | Johan Patriksson | IK Oddevold        | 24  |
| 2013  | Allan Borgvardt  | IF Sylvia          | 15  |